# Heilige Familie (Wendersreuth)
Die römisch-katholische Ortskapelle Heilige Familie liegt im Ortsteil Wendersreuth von Kirchendemenreuth. Sie gehört zur Expositur Kirchendemenreuth, die heute gemeinsam mit der Pfarrei St. Pankratius von Parkstein aus verwaltet wird.

## Geschichte
Die Kapelle wurde im Jugendstil bzw. im Stil der Neuromanik zwischen 1904 und 1906 errichtet. Initiiert wurde der Bau von dem Geistlichen Dekan Johann Baptist Kühner, der am Kühneranwesen in Wendersreuth geboren wurde. Die Kapelle ist auf Privatgrund errichtet worden, 1970 kam sie in den Besitz der Gemeinde Kirchendemenreuth. Die Maurerarbeiten wurden durch die Döltscher „Hohlrüthermaurer“ ausgeführt, das waren die Maurerbrüder Johann, Josef und Karl und diese waren Neffen von Pfarrer Kühner. Zur Errichtung der Kapelle wurden auch Spanndienste der Ortsbürger geleistet, darunter auch von der einzigen evangelischen Familie am Ort.
Es ist heute noch üblich, dass der Leichenwagen, bevor er einen Verstorbenen auf den Friedhof nach Kirchendemenreuth bringt, vor der Kapelle anhält und dass dann die Sterbeglocke geläutet wird. Der Brauch, ein Schaueramt abzuhalten, wurde vor kurzem eingestellt.

## Baubeschreibung
Die Kapelle ist ein Steildachbau mit einem dreiseitig geschlossener Altarraum. Sie wird bekrönt mit einem Giebelreiter mit Glockenhaube. Ein Granitportal dient als Eingang, die seitlichen Fenster sind nach oben rund gestaltet. Von der Familie Witt aus Bamberg, die aus  Wendersreuth stammte, wurden bleiverglaste Fenster gestiftet. Die Kapelle wurde in den 1990er Jahren renoviert.

## Ausstattung
Gemäß einem Schreiben des Expositus Vogl vom 5. Mai 1942 an den Bischof Michael Buchberger wurde die Kapelle vollständig vom Geistlichen Rat Johann Baptist Kühner ausgestattet. Der Altar mitsamt den geschnitzten Figuren soll aus Niederbayern stammen, wo Pfarrer Kühner gewirkt hat. Eine Darstellung der Heiligen Familie befindet sich im Altar der Kirche. Auf dem Altartisch steht eine Muttergottesstatue mit dem Jesuskind (vermutlich nicht aus der Erstausstattung der Kapelle). Im Altartisch sollen Kreuzpartikel eingebaut sein. In den vier Ecken der Decke sind die Sinnbilder der vier Evangelisten dargestellt. An den Wänden befinden sich gemalte Darstellungen des Kreuzwegs, Figuren des hl. Florian und des hl. Wendelin. Der Kreuzweg wurde am 29. Juni 1906 vom Guardian des Klosters Pfreimd geweiht.

## Glocken
Die Kapelle besitzt zwei Glocken, eine zum zweimaligen Gebetsläuten und die andere ist die Sterbeglocke. Während des Zweiten Weltkrieges hätten die Glocken für Kriegszwecke abgenommen und abgeliefert werden sollen, der Eigentümer hat sie aber in seinem Anwesen vergraben und so konnten sie den Krieg überstehen.